# Antón Bábikov
Antón Ígorevich Bábikov –en ruso, Антон Игоревич Бабиков– (Ufá, 2 de agosto de 1991) es un deportista ruso que compite en biatlón.
Ganó una medalla de oro en el Campeonato Mundial de Biatlón de 2017 y ocho medallas en el Campeonato Europeo de Biatlón entre los años 2014 y 2022.

## Palmarés internacional
| Campeonato Mundial | Campeonato Mundial           | Campeonato Mundial | Campeonato Mundial      |
| Año                | Lugar                        | Medalla            | Prueba                  |
| ------------------ | ---------------------------- | ------------------ | ----------------------- |
| 2017               | Hochfilzen (Austria)         | Medalla de oro     | Relevo                  |
| Campeonato Europeo |                              |                    |                         |
| Año                | Lugar                        | Medalla            | Prueba                  |
| 2014               | Nové Město (República Checa) | Medalla de bronce  | Persecución             |
| 2015               | Otepää (Estonia)             | Medalla de oro     | Relevo                  |
| 2015               | Otepää (Estonia)             | Medalla de bronce  | Persecución             |
| 2016               | Tiumén (Rusia)               | Medalla de oro     | Persecución             |
| 2016               | Tiumén (Rusia)               | Medalla de oro     | Relevo de velocidad     |
| 2016               | Tiumén (Rusia)               | Medalla de bronce  | Velocidad               |
| 2022               | Arber (Alemania)             | Medalla de oro     | Relevo mixto individual |
| 2022               | Arber (Alemania)             | Medalla de plata   | Individual              |